# Metopa
Metopa (grč.) je dio friza dorskog hrama u antičkoj Grčkoj; kvadratna kamena, reljefom ukrašena ploča, koja zajedno s triglifima tvori friz između arhitrava i vijenca na pročelju ili uokolo cijeloga hrama. Npr. Borba kentaura na Partenonu, ili Heraklovi pothvati na Zeusovom hramu u Olimpiji, i dr.

## Poveznice
- Umjetnost stare Grčke
- Rimski hram
- Renesansa